# Zapasy na Letnich Igrzyskach Olimpijskich 1980 – kategoria do 52 kg w stylu klasycznym
Zmagania mężczyzn w wadze 52 kg to jedna z dziesięciu męskich konkurencji w zapasach w stylu klasycznym rozgrywanych podczas Letnich Igrzysk Olimpijskich 1980. Pojedynki w tej kategorii wagowej odbyły się w dniach 21 – 23 lipca.

## Klasyfikacja[2]
| Pozycja | Nazwisko              | Kraj           |
| ------- | --------------------- | -------------- |
| 1       | Wachtang Blagidze     | ZSRR           |
| 2       | Lajos Rácz            | Węgry          |
| 3       | Mładen Mładenow       | Bułgaria       |
| 4       | Nicu Gângă            | Rumunia        |
| 5       | Antonín Jelínek       | Czechosłowacja |
| 6       | Stanisław Wróblewski  | Polska         |
| 7       | Taisto Halonen        | Finlandia      |
| 8       | Abdulnasser El-Oulabi | Syria          |
| 9       | Bambis Cholidis       | Grecja         |
| .       | Hazim Abdul Ridha     | Irak           |

## Zasady
Przyjęto zasadę punktów karnych, gdzie zdobycie sześciu punktów lub więcej eliminowało zawodnika z turnieju. Kolejność miejsc medalowych ustalona została w specjalnej rundzie finałowej, z udziałem trzech zawodników z najmniejszą liczbą takich punktów.
- TPP — Punkty karne razem
- MPP — Punkty karne pojedynku
- TF — Łopatki
- DQ — Dyskwalifikacja za pasywność
- D2 — Dyskwalifikacja obu zawodników za pasywność

## Punktacja
- 0 — Wygrana na łopatki, przewagę techinczną, pasywność, kontuzję
- 0.5 — Wygrana na punkty  (8-11 punktów różnicy)
- 1 — Wygrana na punkty  (1-7 punktów różnicy)
- 2 — Dyskwalifikacja za pasywność, zwycięzca również był pasywny
- 3 — Przegrana na punkty (1-7 punktów różnicy)
- 3.5 — Przegrana na punkty (8-11 punktów różnicy)
- 4 — Przegrana na łopatki, przewagę techiczną, pasywność, kontuzję

## Wyniki[3]

### Pierwsza runda
| TPP | MPP |                       | Wynik\|Czas |                   | MPP | TPP |
| --- | --- | --------------------- | ----------- | ----------------- | --- | --- |
| 4   | 4   | Taisto Halonen        | TF / 5:21   | Wachtang Blagidze | 0   | 0   |
| 0   | 0   | Mładen Mładenow       | TF / 8:28   | Bambis Cholidis   | 4   | 4   |
| 4   | 4   | Abdulnasser El-Oulabi | DQ / 6:49   | Antonín Jelínek   | 0   | 0   |
| 3   | 3   | Stanisław Wróblewski  | 6 - 7       | Nicu Gângă        | 1   | 1   |
| 4   | 4   | Hazim Abdul Ridha     | DQ / 5:29   | Lajos Rácz        | 0   | 0   |

### Druga runda
| TPP | MPP |                       | Wynik\|Czas |                      | MPP | TPP |
| --- | --- | --------------------- | ----------- | -------------------- | --- | --- |
| 7   | 3   | Taisto Halonen        | 3 - 4       | Mładen Mładenow      | 1   | 1   |
| 0   | 0   | Wachtang Blagidze     | TF / 2:43   | Bambis Cholidis      | 4   | 8   |
| 8   | 4   | Abdulnasser El-Oulabi | 6 - 19      | Stanisław Wróblewski | 0   | 3   |
| 0   | 0   | Antonín Jelínek       | DQ / 7:30   | Hazim Abdul Ridha    | 4   | 8   |
| 5   | 4   | Nicu Gângă            | D2 / 7:44   | Lajos Rácz           | 4   | 4   |

### Trzecia runda
| TPP | MPP |                      | Wynik\|Czas |                 | MPP | TPP |
| --- | --- | -------------------- | ----------- | --------------- | --- | --- |
| 1   | 1   | Wachtang Blagidze    | 7 - 2       | Mładen Mładenow | 3   | 4   |
| 4   | 4   | Antonín Jelínek      | DQ / 7:57   | Nicu Gângă      | 0   | 5   |
| 7   | 4   | Stanisław Wróblewski | DQ / 7:30   | Lajos Rácz      | 0   | 4   |

### Czwarta runda
| TPP | MPP |                   | Wynik\|Czas |                 | MPP | TPP |
| --- | --- | ----------------- | ----------- | --------------- | --- | --- |
| 1   | 0   | Wachtang Blagidze | TF / 3:57   | Antonín Jelínek | 4   | 8   |
| 5   | 1   | Mładen Mładenow   | 5 - 2       | Nicu Gângă      | 3   | 8   |
| 4   |     | Lajos Rácz        |             | Bez walki       |     |     |

### Runda finałowa
Zaliczone pojedynki z wcześniejszych rund
| TPP | MPP |                   | Wynik\|Czas |                   | MPP | TPP |
| --- | --- | ----------------- | ----------- | ----------------- | --- | --- |
|     | 1   | Wachtang Blagidze | 7 - 2       | Mładen Mładenow   | 3   |     |
|     | 4   | Lajos Rácz        | 1 - 19      | Wachtang Blagidze | 0   | 1   |
| 6   | 3   | Mładen Mładenow   | 0 - 5       | Lajos Rácz        | 1   | 5   |